# John Creighton
John Oliver Creighton (ur. 28 kwietnia 1943 w Orange w Teksasie) – amerykański astronauta.

## Życiorys
W 1961 ukończył szkołę w Seattle, w 1966 United States Naval Academy w Annapolis, a w 1978 administrację nauki i technologii na George Washington University. Od czerwca 1970 do lutego 1971 uczył się w United States Naval Test Pilot School w Naval Air Station Patuxent River w stanie Maryland. Brał udział w wojnie w Wietnamie. Ma wylatane ponad 6000 godzin. Uczestniczył w 175 misjach bojowych.

## Kariera astronauty
16 stycznia 1978 został wyselekcjonowany przez NASA jako kandydat na astronautę, w sierpniu 1979 ukończył astronautyczne szkolenie przygotowawcze. Od 17 do 24 czerwca 1985 był pilotem misji STS-51-G trwającej 7 dni, godzinę i 39 minut. Od 28 lutego do 4 marca 1990 dowodził misją STS-36 trwającą 4 dni, 10 godzin i 18 minut. Od 13 do 18 września 1991 był dowódcą misji STS-48 trwającej 5 dni, 8 godzin i 27 minut. Łącznie spędził w kosmosie 16 dni, 20 godzin i 24 minuty. Opuścił NASA 15 lipca 1992.